# Malotigena frantiskae-niederlovae
Malotigena frantiskae-niederlovae är en isörtsväxtart som beskrevs av Niederle. Malotigena frantiskae-niederlovae ingår i släktet Malotigena och familjen isörtsväxter. Inga underarter finns listade i Catalogue of Life.